# Domagné
Domagné (bret. Dovanieg) – miejscowość i gmina we Francji, w regionie Bretania, w departamencie Ille-et-Vilaine.
Według danych na rok 1990 gminę zamieszkiwało 1499 osób, a gęstość zaludnienia wynosiła 52 osoby/km² (wśród 1269 gmin Bretanii Domagné plasuje się na 417. miejscu pod względem liczby ludności, natomiast pod względem powierzchni na miejscu 299.).